# Jan Enquist

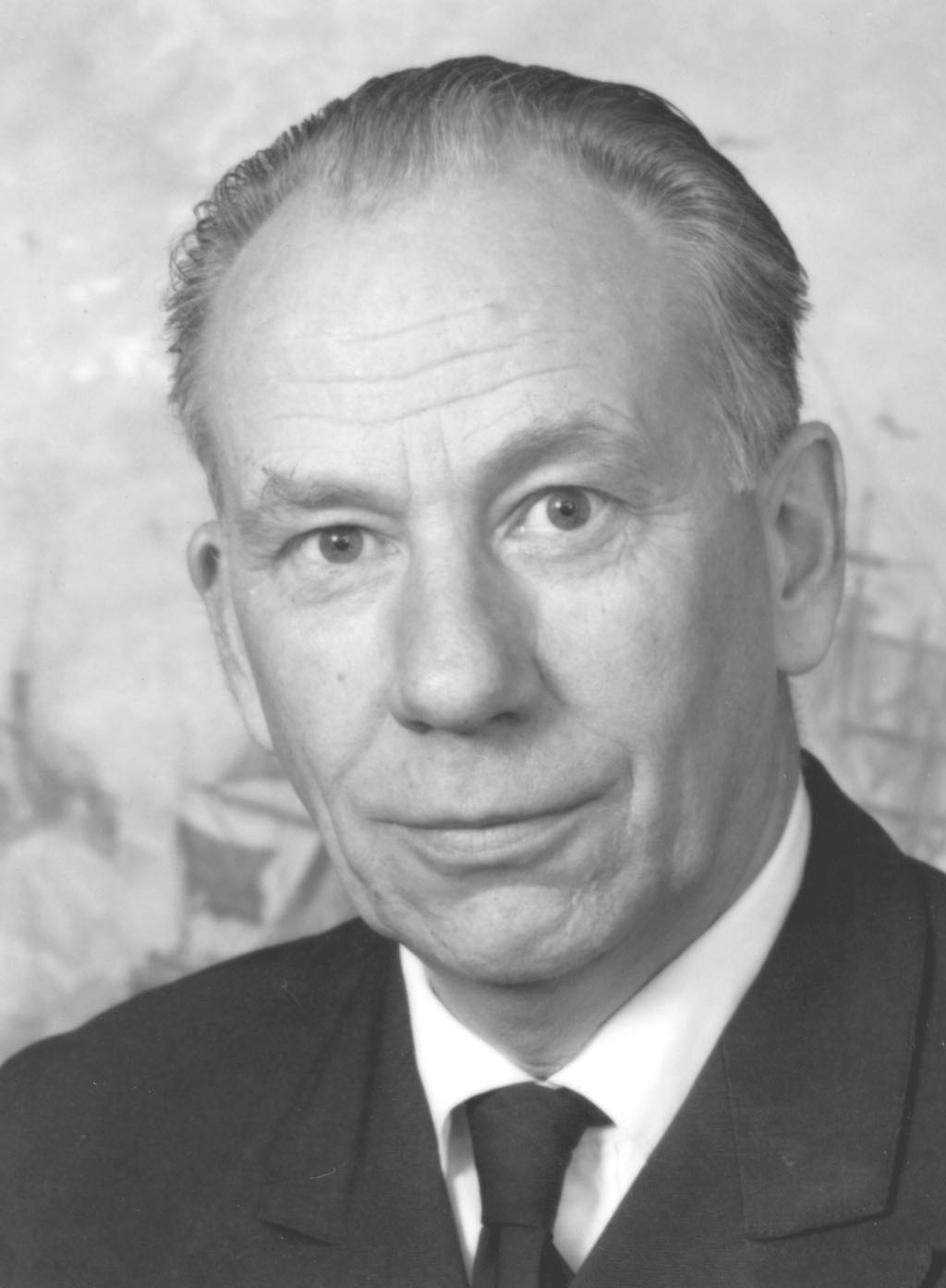
Jan Enquist

Jan Enquist, född den 3 augusti 1925 i Stockholm, död den 21 augusti 2005, var en svensk konteramiral. Examinerad från Kungliga Sjökrigsskolan 1947, utbildad på torpedlinjen. Inledningen av karriären skedde huvudsakligen på jagare.
Jan Enquist blev chef för ubåtsflottiljen 1973 och utnämndes då till kommendör. 1976 befordrades han till kommendör av första graden och placerades som sektionschef i marinstaben. Efter utnämning till konteramiral 1982 kom Enquist att vara chef för kustflottan under tre år. Sista placeringen innan pensioneringen 1989 var som Militärbefälhavare för Västra militärområdet 1985–1989.
Jan Enquist blev 1966 ledamot av Kungliga Örlogsmannasällskapet och var dess ordförande 1983–1986. Han invaldes i Kungliga Krigsvetenskapsakademien 1981.